# وونس
وونز (به هلندی: Wons) یک منطقهٔ مسکونی در هلند است که در سودوست-فریسلان واقع شده‌است. وونز ۲۹۰ نفر جمعیت دارد.